# Шершеневич Габріель Феліксович
Габріель Феліксович Шершеневич (31 грудня 1862 (12 січня 1863), Херсонська губернія  — 31 серпня (13 вересня) 1912, Москва) — російський юрист, цивіліст, професор Казанського та Московського університетів, депутат I Державної Думи.
Середню освіту здобув у Казані. У 1885 р. закінчив юридичний факультет Казанського університету. У 1888 р. захистив магістерську дисертацію («Система торговых действий», Казань, 1888), а в 1891 р. – докторську («Авторское право на литературные произведения»); У 1892 р. був призначений професором Казанського університету по кафедрі торгового права і торгового судочинства; з 1896 р. – на кафедрі цивільного права та судочинства.
Викладацька діяльність Шершеневича перервалася в кінці 1905 р. в зв’язку з обранням до 1-ї Державної Думи від м. Казань (від кадетської партії). У 1906 р. він переїхав з Казані до Санкт-Петербургу. Дотримуючись ліберальних поглядів, протестував проти розпуску Думи і підписав Виборзьку відозву ряду депутатів із закликом до населення відмовитися платити податки і виконувати військовий обов’язок до скликання Думи. Після розпуску Думи переїхав до Москви, де разом з деякими іншими депутатами деякий час сидів у Таганській в’язниці через ций заклик. Після виходу з в’язниці працював на юридичному факультеті Московського університету, потім в Московському комерційному інституті.
Г. Ф. Шершеневич зробив значний внесок у цивільне і торгове право і в законотворчість, активно брав участь у підготовці та обговоренні проекту Цивільного уложення, займався аналізом і узагальненням правозастосовної практики. Шершеневич був учасником, членом і головою Київського юридичного товариства, брав активну участь в Московському товаристві народних університетів, Московському комерційному інституті та Юридичному товаристві при Московському університеті.
В початку 1911 р. на знак протесту проти обмеження університетських свобод з боку Міністра народної освіти Л. Кассо разом з групою професорів покинув Московський університет.

## Концепція держави і права Габріеля Шершеневича
Г. Шершеневич виходив з того, що «держава передує праву історично і логічно», «держава є явище первинне, право — вторинне», держава є джерелом права. Тому він критично оцінював ідею зв´язаності держави створеним нею правом. «Річ не в тім, щоб зв´язувати державу правовими нитками подібно тому, як ліліпути зв´язували Гуллівера. Питання в тім, як організувати владу так, щоб неможливий був чи був доведений до мінімуму конфлікт між правом, що виходить від влади, і моральними переконаннями підвладних». Він цілком поділяв положення Ієрінга про те, що «право є добре зрозуміла політика сили».
Усі влади в державі спираються на державну владу з її споконвічним авторитетом, тоді як державна влада спирається безпосередньо на суспільні сили. Такою є держава з позиції соціології. «Поняття про державу тільки одне — соціологічне».

### Поняття про державу
Поняття про державу Шершеневич зводить до трьох основних ознак:
1. сукупність людей, об´єднаних за політичними мотивами;
2. простір (територія), на яку поширюється дія державної влади;
3. наявність державної влади.

Влада за Шершеневичем — можливість нав´язувати свою волю іншому чи іншим, змушувати інших погоджувати свою поведінку з волею пануючих. Те ж і державна влада — «це здатність пануючих робити свої веління чинником, що визначає поведінку підлеглих, і в основі такої можливості лежить інстинкт самозбереження людини. Страх за своє благополуччя і довіра до органів державної влади, як найкращому засобу його забезпечення, складає індивідуально-психологічну основу державної влади».
Чим забезпечується правовий порядок проти сваволі державної влади?
ступенем готовності громадянина принести жертви державі, від уявлення, що він втрачає з цією державою. «Громадянин держави, що забезпечує йому особисту і майнову недоторканність, законність і свободу, захист усюди, де б він не був, — готовий на більші жертви, ніж громадянин тієї держави, яка ставиться до нього як до безправного раба. Перший буде захищати державу, як свій будинок, другий — як будинок свого господаря». Таким чином, дії державної влади знаходяться цілком під санкцією громадської думки, тобто в сфері моралі.

### Поняття про право
зводиться до поняття про позитивне право: «тільки те право, що діє, але не те право, що повинно б діяти». Основне поняття права — об´єктивне право. Суб´єктивне право — похідне. Перше — сукупність правових норм, друге — можливість здійснення своїх інтересів суб´єктом права.

### Сутнісні риси права
1) право передбачає поведінку особи;
2) право має примусовий характер;
3) право завжди зв´язане з державною владою.
Норми права Шершеневич вважав виразом вимог, звернених державною владою до підлеглих їй осіб, «всяка норма права — наказ». Правила, що визначають лад і діяльність самої державної влади (тобто конституція), не можуть мати для неї правового характеру, адже «писана Конституція є фіксування суспільного погляду на взаємини елементів державної влади». Таке праворозу-міння й одержало назву позитивістського, нормативного.
Переважаючою формою права Шершеневич називає закон. «Під ім´ям закону розуміється норма права, що виходить безпосередньо від державної влади у встановленому заздалегідь порядку». Ознаками закону він називає:
1) загальне правило, розраховане на необмежену кількість випадків, у формальному сенсі закон — акт законодавчої влади;
2) норма права виходить безпосередньо від державної влади, є вираженням волі органів влади;
3) ця воля повинна виразитися у встановленому заздалегідь порядку. Вчений вважав, що примусовий характер права не дозволяє відносити до норм права конституційне, міжнародне і канонічне право.
Вивчати догму і техніку права, вважав Шершеневич, особливо важливо для юриста-практика, що стоїть поза ідеологією і політикою права. Розроблена ним теорія права і держави на основі формально-догматичного методу не втратила свого пізнавального значення і сьогодні.

### Список праць
- Общая теория права. — 2-е изд. — М.: Тип. Т-ва Кушнерев и К, 1912. — VII, 805 с.
- Общее учение о праве и государстве. — 1-е изд. — М.: Тип. Т-ва И. Д. Сытина, 1908. — 156 с.
- История философии права / Шершеневич Г. Ф., проф. Моск. ун-та. — 2-е изд. — С.-Пб.: Бр. Башмаковы, 1907. — 593 с.
- Габриэль Феликсович Шершеневич // Г. Ф. Шершеневич. Учебник торгового права /по изданию 1914 г./. — М.: Фирма Спарк, 1994. — 335 с.
- Учебник русского гражданского права. — М.: Статут, 2005. — Том 1.
- Шершеневич Г. Ф. Избранное / Вступ. слово, сост.: П. В. Крашенинников. — М.: Статут, 2016. — 496 с. — (Юристы, изменившие право, государство.) [Архівовано 3 березня 2022 у Wayback Machine.]